# Andrés Suriani
Andrés Rafael Suriani (Salta, 2 de julio de 1965) es un licenciado en ciencia política y político argentino que representó al Departamento de la Capital en la Cámara de Diputados de la Provincia de Salta.

## Vida personal
Andrés Suriani nació en Salta el 2 de julio de 1965. Estudió la licenciatura en ciencia política en la Universidad Católica Argentina en donde se recibió en el año 1990. En 1998 fue dneunciado la Ciudad de Salta, fue denunciado penalmente por una empleada municipal por presunta extorsión sexual y retención de salario. 
También condujo un programa de televisión Alto Perfil entre 2004 y 2010 y hasta la actualidad conduce Alta política desde 2008 en Canal 2 de Salta.[cita requerida]

## Carrera política
El primer cargo importante de Andrés dentro de la política fue el de director de la cooperadora asistencial de la Ciudad de Salta. Miguel Isa, el intendente, lo nombra en el cargo en enero de 2004 y se mantuvo en el hasta 2007.
La primera vez que se candidateó a un puesto político fue en 2013 cuando se presentó como precandidato a senador provincial por el Departamento de la Capital en representación del partido de Alfredo Olmedo, Salta somos todos. En las PASO fue el tercer candidato más votado, por detrás del senador que buscaba renovar, Gustavo Sáenz y una dirigente del Partido Obrero, Gabriela Serrano. En esa elección logró 26.219 apoyos vecinales. En las elecciones generales perdería adeptos y lograría 22.230 votos, quedando en cuarto lugar y no obteniendo la única banca de los capitalinos para el senado.
En las elecciones del 2015, Suriani participaría como candidato a concejal en segundo puesto por detrás de Virginia Cornejo, en una alianza establecida entre el PRO y el Partido Propuesta Salteña. En las PASO, la lista liderada por Cornejo y secundada por Suriani sacó un total de 19.005 votos siendo el quinto espacio político más elegido por los vecinos. La lista lograría un total de 29.349 votos en las elecciones generales repitiendo el quinto lugar entre los espacios más votados. Los números obtenidos significaron la obtención de tres bancas para el frente, siendo elegido Suriani como concejal al igual que sus compañeros de lista Virginia y Alberto Castillo.
Con el mandato como concejal por vencerse, en el año 2017 Suriani dentro de las filas del PRO decidiría candidatearse a diputado provincial por la capital salteña, buscando dar el salto desde el Concejo Deliberante de la Ciudad de Salta a la Cámara de Diputados de la Provincia de Salta. En las PASO el PRO fue el sexto espacio más votado en las elecciones, Suriani logró un total de 17.342 votantes que significaban el 6,50% de los votos válidos. En las elecciones generales saldría tercero, solamente por detrás de la ganadora en la categoría, Bettina Romero y el Frente para la Victoria de Isabel De Vita. Su caudal de votos incrementó a 25.083 votos que representaba el 8,43% de los votos y obtendría una banca legislativa que le correspondía a Suriani por el periodo 2017-2021.
En el año 2019, se alía nuevamente con Alfredo Olmedo y se precandidatea a Intendente de la capital. En las elecciones PASO fue el tercer candidato más votado detrás de Bettina Romero y de Matías Posadas, superando a otros dirigentes como Martín Grande y su rival de las internas del frente Olmedo Gobernador, Norberto Suasnabar. En las elecciones generales sale en un tercer lugar incrementando sus votantes a un total de 43.255, pasando a representar el 15,27% de los votos válidos. Ubicando al frente Olmedo como la tercera fuerza provincial y municipal.
A pesar de haber ingreso por el PRO y de ser candidato a intendente por el frente de Alfredo Olmedo en 2019 pasó a conformar el bloque Salta Tiene Futuro, el bloque que le respondía al gobernador Gustavo Sáenz. Luego volvería a conformar un bloque llamado PRO pero no el mismo que la diputada Gladys Moisés sino otro más amigable a la gestión del gobernador peronista. 
En 2021 se presentaría como candidato a diputado provincial por el partido Propuesta Salteña dentro del frente que apoyaba a Gustavo Sáenz, ya que el partido PRO al cual pertenece estaba intervenido. Los resultados en dicha elección no fueron los esperados al obtener 8524 votos, insuficientes para renovar su banca.

## Polémicas
El 18 de enero de 2019 se viralizó una amenaza de muerte del diputado Surianicontra médica Sierralta, del hospital Materno Infantil de Salta, a quien el exlegislador acusó de «homicida», por practicar interrupciones voluntarias de embarazos. Suriani llegó incluso a publicar una fotografía de la facultativa y la dirección de la misma médica.
También se enfrentó con Martín Cirio por una bandera colgada en Córdoba. Suriani se había manifestado en contra de que se cuelgue la bandera en lugar de la bandera Argentina y el influencer le recriminó sus dichos retrógradas.